# Вельс
Вельс (нем. Wels) — старинный австрийский город на северо-западе страны, второй по величине город в федеральной земле Верхняя Австрия после Линца.
Площадь города составляет 45,92 км², население — 62 654 человека (1 января 2021), плотность населения — 1360 чел./км².

## География и транспорт
Город расположен на берегах реки Траун (приток Дуная), в 30 километрах на юго-запад от Линца на высоте 317 метров над уровнем моря. С севера на юг город простирается на 9,5 километра; с запада на восток — на 9,6 километра.
Через Вельс проходит железнодорожная магистраль Вена — Зальцбург. Кроме того, железная и автомобильная дороги ведут на север — в сторону границы с Германией и города Пассау.

## История
Поселения в окрестностях Вельса существовали со времён неолита. Во времена Римской империи город на месте современного Вельса носил имя Овилия (лат. Ovilava) и был одним из крупнейших и наиболее важных городов провинции Норик. После краха империи Вельс полностью потерял своё значение, в 477 году разрушен до основания герулами.
В 1222 году во время правления князей из семьи Бабенбергов Вельс вновь получил права города. В XIV—XV веках началось возвышение города, как торгового и ярмарочного центра. Развитие Вельса шло параллельно с ростом соседнего Линца.
В 1519 году в Вельсе скончался император Максимилиан I.
После распада Священной Римской империи в начале XIX века Вельс в составе Австрии.

## Экономика
Со средних веков до наших дней сохранилась традиция проведения больших Вельсских ярмарок раз в два года. Выставочный центр Вельса — место проведения многочисленных выставок.

## Население
| Год  | Численность |
| ---- | ----------- |
| 1869 | 11704       |
| 1889 | 13175       |
| 1890 | 14735       |
| 1900 | 17308       |
| 1910 | 22015       |
| 1923 | 24248       |
| 1934 | 25956       |
| 1939 | 29533       |
| 1951 | 38120       |
| 1961 | 41060       |
| 1971 | 47527       |
| 1981 | 51060       |
| 1991 | 52594       |
| 2001 | 56478       |
| 2011 | 58591       |
| 2021 | 62654       |

## Города-побратимы
- Краснодар, Россия